# André Mathieu (pianiste)
Pour les articles homonymes, voir Mathieu et André Mathieu.
André Mathieu (18 février 1929 à Montréal – 2 juin 1968) est un pianiste et compositeur québécois. Son Concerto no 3 pour piano et orchestre connaît une grande vogue sous le nom de Concerto de Québec. Enfant prodige, il est surnommé le « Mozart québécois ». Il est associé, comme Rachmaninov, à l'école postromantique. Après avoir été porté aux nues, il termine sa vie dans la misère et l’oubli.

## Biographie

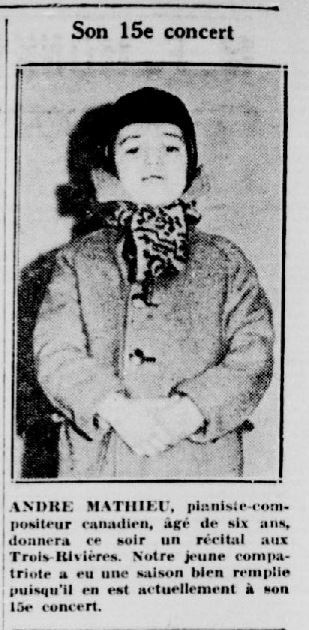
À six ans en 1936

André Mathieu est le fils du pianiste et compositeur Rodolphe Mathieu et de la violoniste Wilhelmine « Mimi » Gagnon. Il compose ses premières pièces pour piano à l'âge de quatre ans (Les Gros chars ; Trois études). Une nuit, alors qu’il a cinq ans, André Mathieu improvise au piano une pièce qui sera intitulée Dans la nuit. Pour la première fois, il crée une œuvre à partir de sons provenant du plus profond de son être et qui n'est pas une imitation ou une traduction sonore d'événements réels. Wilhelmine Gagnon encourage dès lors le père de Mathieu à s’investir complètement dans l’enseignement musical de son fils. À cinq ans, il donne également son premier concert en public à Montréal en interprétant son Concertino no 1 avec orchestre.
Il obtient en septembre 1936 une bourse du Québec pour aller étudier le piano à Paris avec sa famille. Il le fait avec Yves Nat et Madame Giraud-Latarse, première assistante d'Alfred Cortot. Il étudia aussi l'harmonie et la composition avec Jacques de la Presle puis donna un récital, toujours à Paris, en décembre de la même année à la salle Chopin-Pleyel ; il n'avait alors que sept ans. Après un autre récital donné à la salle Gaveau le 26 mars 1939, Il donne le 14 décembre, un concerto au Séminaire de Sainte-Thérèse ; Émile Vuillermoz écrit : « Si le mot "génie" a un sens, c'est ici que nous pourrons le déchiffrer. » Puis : « Car je ne sais pas encore si le petit André Mathieu deviendra un plus grand musicien que Mozart, mais j’affirme qu’à son âge Mozart n’avait rien créé de comparable à ce que nous a exécuté, avec un brio étourdissant, ce miraculeux garçonnet. » Quant à Rachmaninov, il dit au sujet d’André Mathieu : « Il est plus génial que je ne le serai jamais » et affirma qu’André Mathieu était le seul pouvant avoir la prétention d’être son successeur. Malheureusement, le déclenchement de la Seconde Guerre mondiale en 1939 empêcha le retour de la famille Mathieu à Paris.
André Mathieu partit alors en tournée de concerts, dont deux seront donnés avec la Société des Concerts Symphoniques de Montréal. Il donna également des récitals au Town Hall à New York, au Château Laurier d’Ottawa et au Château Frontenac à Québec. Peu de temps après, il reçut de nouveau une bourse d’études du Québec.

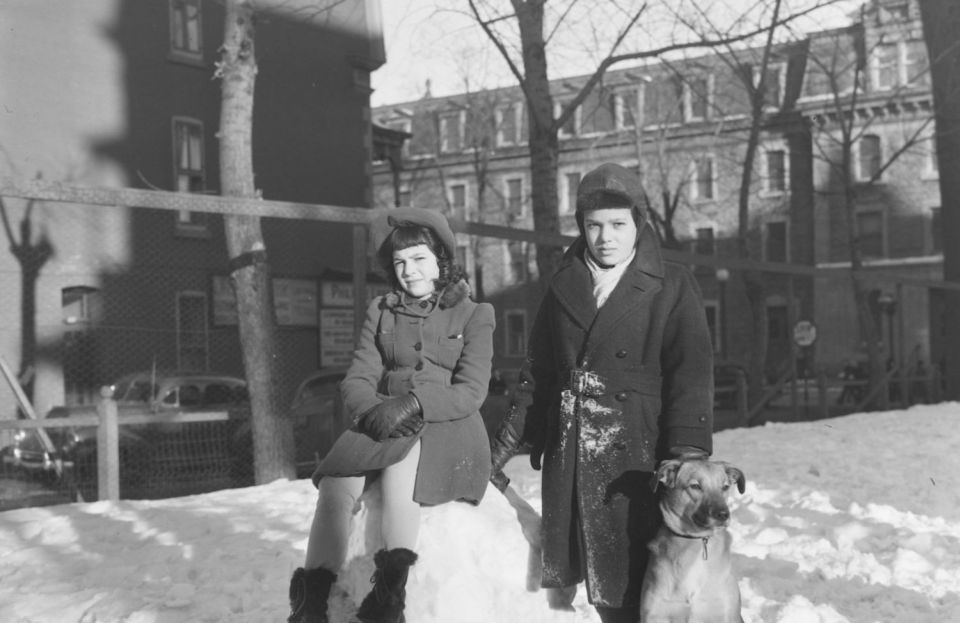
André Mathieu à onze ans en compagnie de sa sœur Camille

En 1941, il déménage à New York avec sa famille afin de poursuivre ses études musicales avec son professeur de composition, Harold Morris. Il remporte à douze ans le premier prix du Concours de composition du 100e anniversaire de l’Orchestre philharmonique de New York en 1942, et joue son Concertino no 2 pour piano et orchestre au Carnegie Hall, une salle de concert où il revient deux fois dans l’année qui suivit. Mais malgré ses succès, ses progrès et le renouvellement de sa bourse d’études, André Mathieu s’ennuyant du Canada, ses parents décident d’effectuer un retour à Montréal.
En 1943, alors qu’il est âgé de seulement quatorze ans, il termine la composition de l’œuvre maîtresse de sa carrière, son Concerto no 3 pour piano et orchestre, appelé successivement Symphonie Romantique, Concerto Romantique et finalement Concerto de Québec en raison du film canadien La Forteresse, tourné à Québec, dans lequel est jouée une version abrégée du concerto. Puis, malgré les critiques toujours élogieuses après ses récitals, le public québécois lui, commence déjà à déserter André Mathieu. Ce dernier, devenu adolescent, ne suscite plus la curiosité que son statut d’enfant prodige engendrait quelques années auparavant.
Mathieu retourne seul à Paris en 1946 pour étudier la composition avec Arthur Honegger et Jules Gentil. Il assiste aussi à un cours de maître donné par Alfred Cortot pendant lequel il fut invité à jouer. Après que Mathieu eut terminé, Cortot lui dit : « Monsieur, vous êtes un des plus grands pianistes que je connaisse, et croyez-moi je les ai tous entendus. Donnez-moi un an de votre vie, Monsieur, je ferai de vous le plus grand pianiste du siècle. » Mathieu répondit : « Mais je ne suis pas pianiste, je suis compositeur ! » Au cours de son séjour en Europe, André Mathieu donne vingt-trois récitals, et il remporte chaque fois un véritable triomphe. Mais en 1947, alors qu'il a dix-huit ans, déçu par ses professeurs, à court d’argent et s’ennuyant de sa famille, il décide de revenir au Canada.
De retour à Montréal, Mathieu est rayonnant, confiant et a plusieurs projets en tête : partir en tournée à travers le Canada, enregistrer son Concerto no 3 pour une compagnie canadienne et retourner à Paris un an plus tard. Il ne parviendra à en réaliser aucun. Le 23 novembre 1947, il joua son Concerto no 3 en direct sur les ondes avec l’orchestre de Radio-Canada. La même année, il amorça la composition d'un quatrième concerto, qui, après quelques représentations partielles, fut pendant longtemps oublié (sa redécouverte fut faite lors d'un concert à Shanghai en 2010 et suivi d'un enregistrement CD intégral). Le succès du Concerto no 3 fit croire à André Mathieu que sa popularité au Canada était bonne, mais en réalité, le public québécois, préférant la musique populaire, n’est pas intéressé par ses pièces : en 1948 et 1949, il ne donna qu’une poignée de récitals. De plus, la Société des Concerts symphoniques de Montréal ne l’invita pas et aucune de ses œuvres, à part le Concerto no 3, ne fut éditée ou enregistrée.

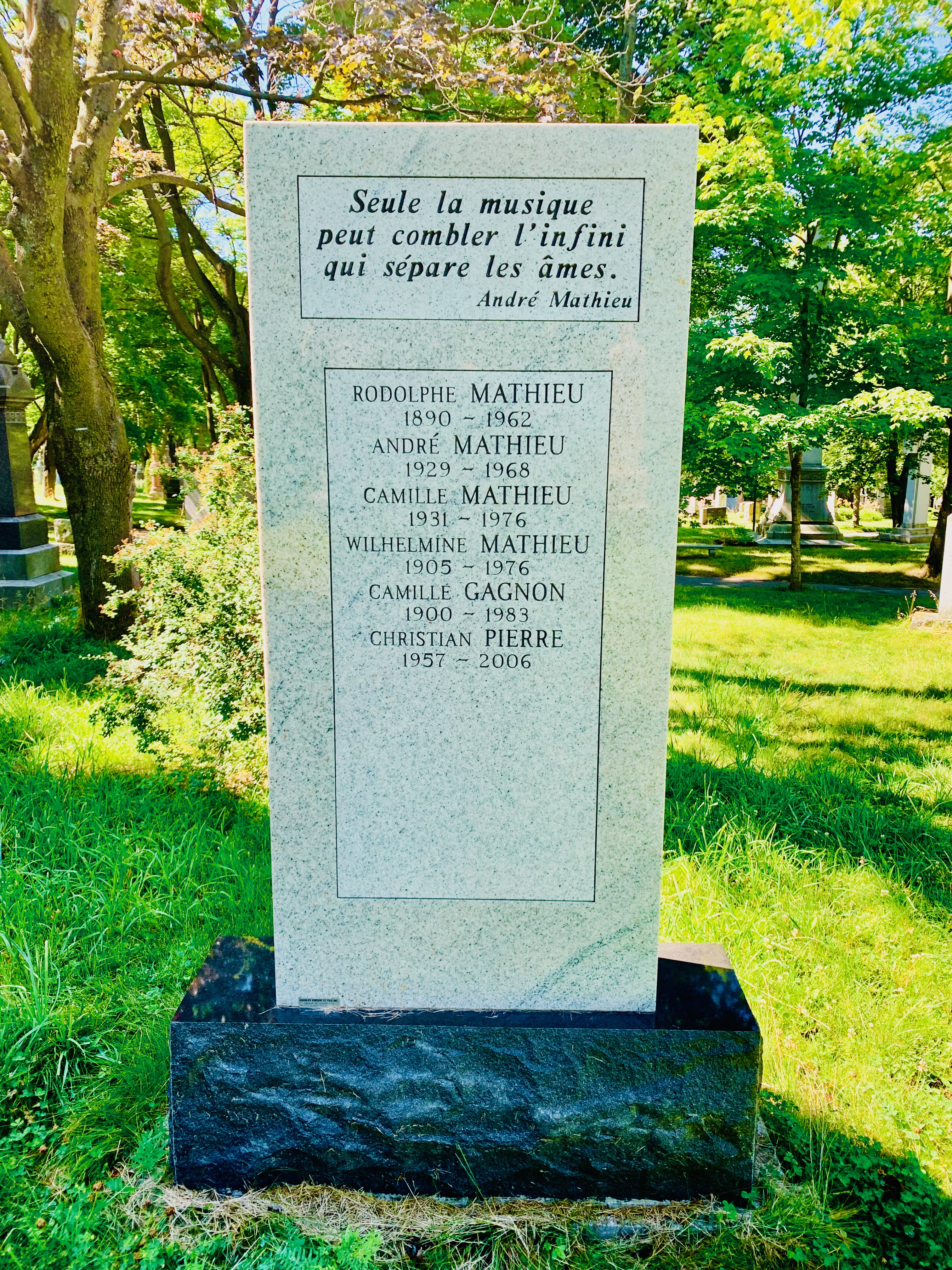
Monument funéraire de André Mathieu au cimetière Notre-Dame-des-Neiges (R 442) (Montréal, Québec, Canada).

Alors la carrière d'André Mathieu déclina, il tomba peu à peu dans l'oubli et sombra dans l'alcool. Malgré tout, jusqu’à la fin de sa vie, André Mathieu tentera à de nombreuses reprises de relancer sa carrière et de rejoindre son public, mais échouera chaque fois. En 1953, il soumit une de ses pièces à Léopold Stokowski pour qu’elle soit jouée au Carnegie Hall dans le cadre d’une soirée consacrée à des œuvres canadiennes. En 1962, André Mathieu envoya au Conseil des Arts du Canada une demande pour obtenir une bourse afin de suivre des cours de perfectionnement en orchestration pendant un an à Paris. En 1967, il travailla durant des semaines à l’orchestration de sa Rhapsodie Romantique en vue de la faire jouer par l’Orchestre symphonique de Montréal, mais Wilfrid Pelletier refusa finalement l’œuvre. En 1968, un projet de tournée dans la province avorta en raison d'un manque d'intérêt du public. Mais les tentatives les plus désespérées furent ses pianothons, épreuves surhumaines pendant lesquelles il joua au piano sans s’arrêter pendant un nombre d’heures record (il jouait ses œuvres et ensuite il improvisait). Ces événements médiatisés ne lui rapportèrent que des sommes d’argent insignifiantes et la désapprobation du milieu musical québécois qui jugeait qu’ils étaient indignes d’un pianiste-compositeur.

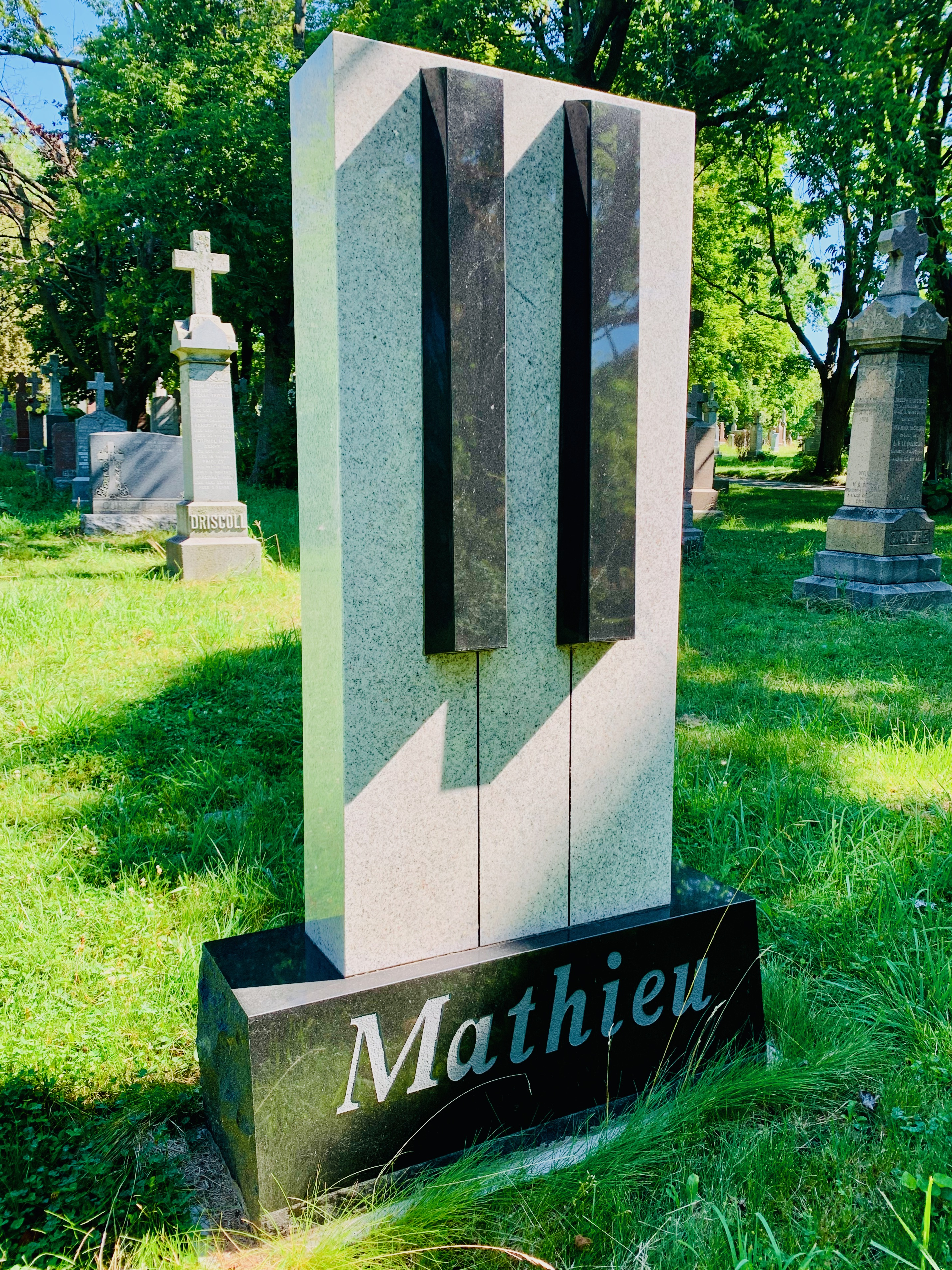
Dos du monument funéraire de André Mathieu au cimetière Notre-Dame-des-Neiges (R 442)(Montréal, Québec, Canada).

Pendant les dernières semaines de sa vie, André Mathieu fut souvent malade. Le 2 juin 1968, alors qu’il a trente-neuf ans, il est retrouvé mort dans son lit à la suite d'un infarctus du myocarde ou d’une cirrhose du foie. Le 6 juin 1968, il fut inhumé au cimetière Côte-des-Neiges de Montréal, sans monument ni même une mention de son nom. André Mathieu laissa derrière lui plus de 200 œuvres, mais parce qu’elles ne furent pas cataloguées convenablement, seulement un quart environ a été retrouvé jusqu’à présent.

## Redécouverte et reconnaissance
Sous l'impulsion de Vic Vogel, sa musique a été jouée aux Jeux olympiques de Montréal en 1976.
Le pianiste québécois Alain Lefèvre se consacre à la réhabilitation d'André Mathieu. Le 4 avril 2006, il a interprété la Rhapsodie romantique écrite en 1958, avec l'Orchestre symphonique de Montréal. Il interpréta le Concerto no 4 avec l'Orchestre Symphonique de Shanghai et le chef d'orchestre Jean-Philippe Tremblay, au concert d'ouverture du pavillon canadien à l'Exposition universelle de Shanghai en 2010. Par contre, un an auparavant, en raison du manque de reconnaissance pour André Mathieu qu’il remarqua au Canada, devant sans relâche convaincre les orchestres, il décida de ne plus jouer André Mathieu en sol canadien.
Durant le mois de mai 2010, Radio-Canada a célébré André Mathieu sur toutes ses plateformes en même temps que la sortie du film L'enfant prodige, L'incroyable destinée d'André Mathieu de Luc Dionne.
Une « salle André-Mathieu » a été inaugurée en 1979, au Cégep Montmorency à Laval ; une avenue de Montréal porte son nom ainsi que plusieurs rues de villes québécoises.
Le 4 mai 2010, Georges Nicholson publie une biographie d’André Mathieu.
Le 28 mai 2015, un buste représentant André Mathieu sous le thème du Concerto no 3 est inauguré au 455, rue Sherbrooke Ouest à Montréal,.
En 2017, l'Orchestre symphonique régional de l'Abitibi-Témiscamingue (ORSAT) et Alain Lefèvre interprètent le Concerto no 3. L'événement est une première au Canada.

## Œuvres

### Œuvres pour piano
- Volume 1 : compositions de 1933-1934 (à l’âge de quatre ans)[33].

Étude no 1, opus 1, Étude no 2, opus 3, Étude no 3, opus 4
Les gros chars, opus 2, Procession d'éléphants, opus 5, Marche funèbre, opus 7
- Volume 2 : compositions de 1934-1935

Danse sauvage, opus 8, Les cloches, opus 9, Tristesse, opus 11
Dans la nuit, opus 12, Valse pour enfant, opus 14, Les abeilles piquantes, opus 17
- Volume 3 : compositions de 1937-1938

Berceuse, Les mouettes, op 19, Hommage à Mozart enfant, opus 20
- Volume 4 : compositions de 1939-1940

Été canadien, Printemps canadien
- Volume 5 : composition de 1942

Concerto de Québec, version abrégée pour piano solo du Concerto no 3.
- Volume 6 : compositions de 1946-1947

Bagatelle no 1, Bagatelle no 4, Bagatelle (sans numéro), Laurentienne no 2
- Volume 7 : Compositions de 1951-1953

Prélude romantique, Danse pastorale

### Concertos pour piano et orchestre
- Concertino no 1, opus 10 (1934-1935)
- Concertino no 2, opus 13 (1934-1935)
- Concerto no 3 ou Concerto de Québec (1943)
- Concerto no 4 en mi mineur (1947-1949), reconstitué et orchestré par Gilles Bellemare.
- Rhapsodie romantique (1958), dédiée à Marie-Ange Mathieu, orchestré par Gilles Bellemare.

### Suite pour deux pianos
- Les Vagues, Saisons canadiennes

### Piano et violon
- Sonate pour violon et piano (1944)
- Nocturne pour violon et piano (1945)
- Fantaisie brésilienne (1946)

### Mélodies
- Mélodies, sur des poèmes de Verlaine par exemple. (Il pleure dans mon cœur ; Les chères mains ; Colloque sentimental ; Le ciel est si bleu…)

### Ballet
- Scènes de ballet (Berceuse, Complainte, Dans les champs, Danse des espiègles) (1944-1945)

### Trio
- Trio pour piano, violon et violoncelle (1949)

### Quatuor à cordes et piano
- Quintette (1953)

## Discographie
- Symphonie romantique pour piano et orchestre (Concerto de Québec), Scènes de ballet, Philippe Entremont, piano, Michel Plasson, chef d'orchestre, Orchestre National du Capitole de Toulouse, Analekta AN 2 9803, 1998. Enregistré en mai 1978.
- André Mathieu : Concerto de Québec; Richard Addinsell : Concerto de Varsovie; George Gershwin : Concerto en fa; Alain Lefèvre, piano, Orchestre symphonique de Québec, direction : Yoav Talmi, Analekta AN 29814, 2004.
- Hommage à André Mathieu, Alain Lefèvre, œuvres pour piano, Analekta AN 2 9275, 2005.
- Rhapsodies : Mathieu, Rachmaninov, Gershwin. Enregistrement présentant trois rhapsodies interprétées en concert en avril 2006 par le pianiste Alain Lefèvre et l'Orchestre symphonique de Montréal sous la direction de Matthias Bamert. Cet événement marquait la création de la Rhapsodie romantique d’André Mathieu, Analektra AN 2 9277, 2006[34].
- Concerto no 4 et œuvres pour chœur et orchestre, Alain Lefèvre, piano, chœur et Orchestre symphonique de Tucson (Arizona) sous la direction de George Hanson, Analekta, enregistré en concert en 2008.
- Désir, pour violon et piano ; Fantaisie brésilienne, pour violon et piano (+ œuvres de Lili Boulanger, Eugénie Alécian, Gustave Samazeuilh, Olivier Messiaen, Robert Schumann, André Mathieu, Fritz Kreisler, Arnold Schönberg) dans Fantaisies, Jean-Samuel Bez (violon) et Jean-Luc Therrien (piano), Klarthe KL148 (2022).

## Filmographie
- André Mathieu : musicien, réalisation et scénario : Jean-Claude Labrecque, production Micheline Blais et Marc Blais, interprète : Jean-Alexandre Sarrazin, Les Productions La Sterne Inc., Office national du film du Canada, 1993, 79 min[35].
- L'enfant prodige, réalisation et scénario : Luc Dionne, production : Denise Robert, Daniel Louis, directeur musical : Alain Lefèvre, distribution : Patrick Drolet, Macha Grenon, Marc Labrèche, Guillaume Lebon, présenté en première mondiale le 9 mai 2010, à l’Exposition universelle de Shanghai[36].

## Hommages
Une salle de concert de Laval porte son nom.

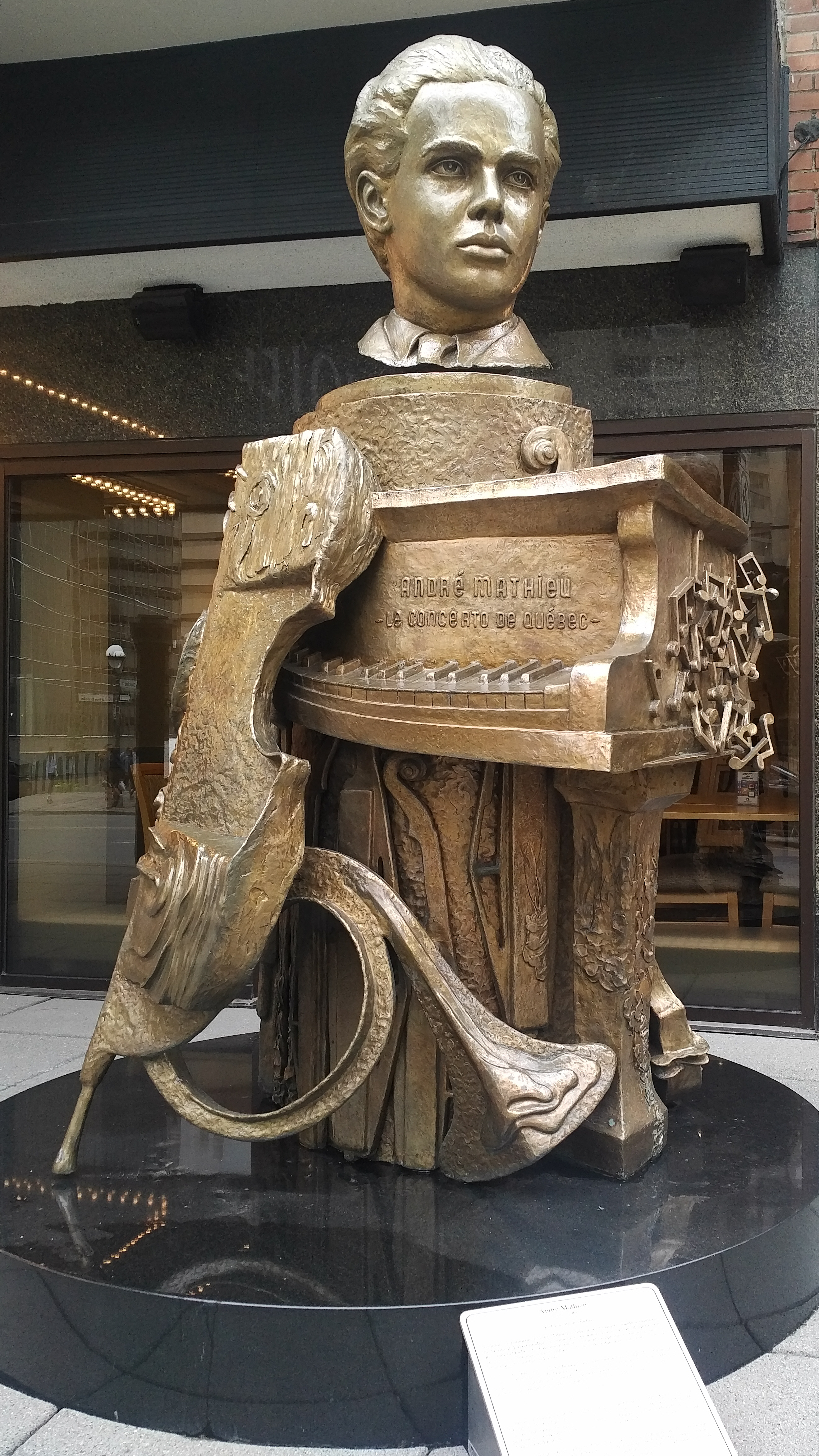
Sculpture de bronze en hommage au pianiste et compositeur québécois André Mathieu. Le monument « Le concerto de Québec » s’élève à l’entrée de l’Appartement Hôtel, rue Sherbrooke Ouest. Sculpteurs : White et White (2015).

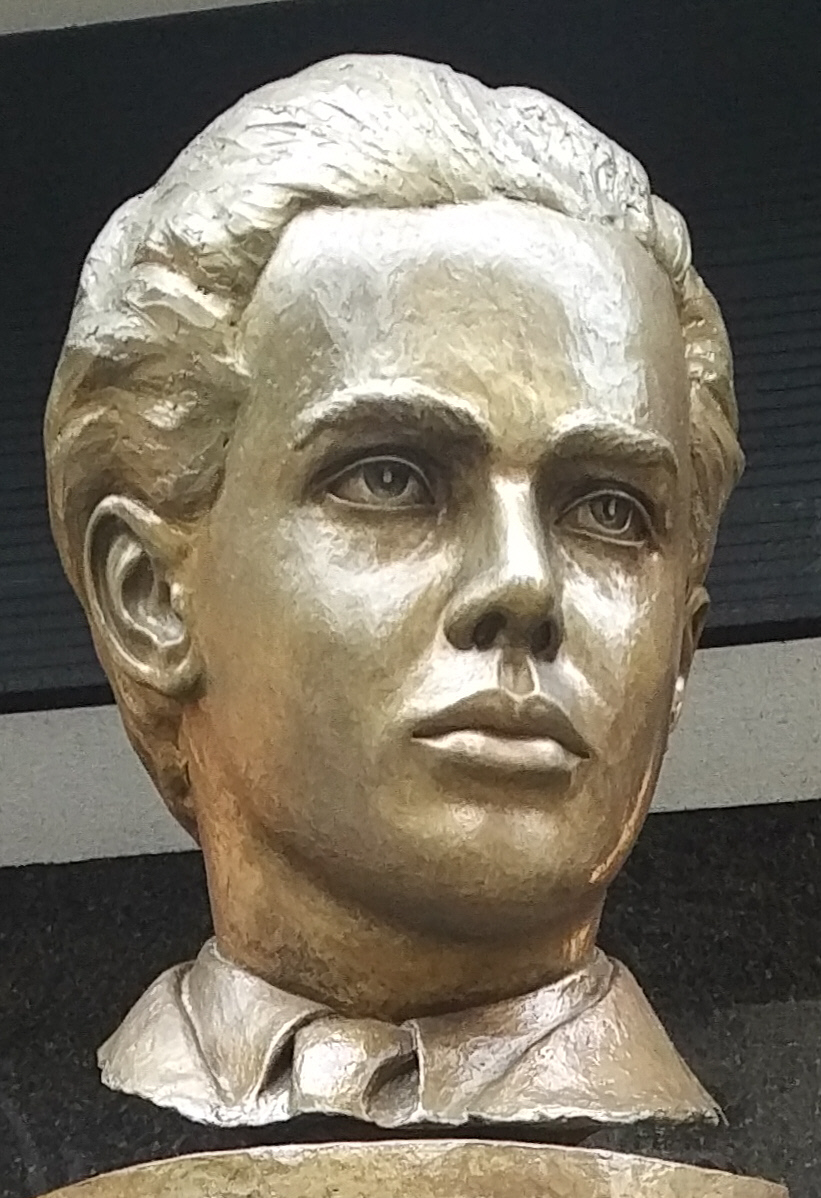
Sculpture de bronze. Sculpteurs : White et White (2015). Détail du monument.